# Тесалийско княжество
Тесалийско княжество или деспотство е кратко просъществувало средновековно самостойно владение под формата на държавно образувание в областта Тесалия и Южна Македония. Владетелят на Тесалия е с титул „севастократор“ по византийското ойкумене.
Михаил II Комнин (1241 – 1268) устройва своя държава благодарение на защитеността и изолираността на областта. Тя е разположена между Йонийско море и Пинд, Артенския залив от юг и Грамос, Радовичка и Грива планина от север, включително и остров Корфу.
С неговата смърт земите му попадат под властта на Йоан I Дука (1268 - 1289). Наследен от Константин I Дука, а последният от Йоан II Ангел Дука (1303 - 1318). С смъртта на последния земите на княжеството са разделени между велможата Стефан Гавриилопул и каталаните на юг, които основават Херцогство Неопатрия.
Тесалийското деспотство се отделя от Епирското деспотство, след което южната му част е обособена като Херцогство Неопатрия и заедно със северните области през 1348 г. стават част от Душановото царство. След разпада на последното територията му е част от т.нар. Епирско царство, за да стане в крайна сметка османска територия завоювана постепенно от скопските санджакбейове и наследници на Игит паша – в края на XIV век и първата половина на XV век.